# Толстая Тетяна Микитівна
Тетяна Микитівна Толста́я (рос. Татья́на Ники́тична Толста́я, 3 травня 1951, Ленінград, РРФСР) — сучасна російська письменниця, публіцистка, телеведуча.

## Біографія
Народилася в родині з багатими літературними традиціями. В родині було 7 дітей.
- Прадід по материнській лінії — Шапіров Борис Михайлович, військовий лікар, діяч Червоного хреста, лейб-медик Миколи II, дійсний таємний радник.
- Дід по материнській лінії — Лозинський Михайло Леонідович, літературний перекладач, поет.
- Дід по батьківській лінії — Толстой Олексій Миколайович.
- Бабуся по батьківській лінії — Крандієвська-Толстая Наталія Василівна, поетеса.
- Батько — Толстой Микита Олексійович, фізик, громадський і політичний діяч.
- Мати — Лозинська (Толстая) Наталія Михайлівна
- Сестра — Толстая Наталія Микитівна, письменниця, викладач шведської мови при кафедрі Скандинавської філології Факультету філології та мистецтв СПбДУ.
- Брат — Толстой Іван Микитович, філолог, історик еміграції, спеціалізується на періоді холодної війни. Оглядач Радіо Свобода.
- Брат — Толстой Михайло Микитович, фізик, політичний і громадський діяч.
- Старший син — Лебедєв Артемій Андрійович, дизайнер, художній керівник Студія Артемія Лебедєва, веде блог в Живому журналі.
- Молодший син — Лебедєв Олексій Андрійович, фотограф, архітектор комп'ютерних програм, живе в США. Одружений.